# Pseudogastromyzon peristictus
Pseudogastromyzon peristictus is een straalvinnige vissensoort uit de familie van steenkruipers (Balitoridae). De wetenschappelijke naam van de soort is voor het eerst geldig gepubliceerd in 1986 door Zheng & Li.